# Сова-голконіг тиморська
Сова́-голконі́г тиморська (Ninox fusca) — вид совоподібних птахів родини совових (Strigidae). Мешкає в Індонезії і на Східному Тиморі. Раніше вважався підвидом австралійської сови-голконога, однак у 2019 році був визнаний окремим видом за результатами генетичного дослідження і аналізу вокалізації.

## Опис
Тиморські сови-голконоги мають переважно сірувато-коричневе забарвлення, рудий відтінок у їхньому оперенні відсутній. На животі у них сірі смуги, а на другорядних махових перах, нижніх покривних перах крил і потилиці сірі плями. Крики в тиморських сов-голконогів коротші й частіші, ніж у австралійських сов-голконогів.

## Поширення і екологія
Тиморські сови-голконоги мешкають на островах Тимор, Рома, Леті і Семау в архіпелазі Малих Зондських островів. Вони живуть в тропічних лісах.